# Старков, Степан Константинович
Степан Константинович Старков (род. 18 июня 1999, Шебекино, Белгородская область) — российский хоккеист, нападающий.

## Биография
Воспитанник белгородского хоккея. На юношеском уровне в сезонах 2009/10 — 2016/17 играл за московские команды «Спартак», «Русь», «Марьино», «ФСО „Хоккей Москвы“». 2 декабря 2017 года в составе ХК «Сочи» в домашнем матче против московского «Динамо» (4:1) дебютировал в КХЛ, сыграв 32 секунды. 6 октября 2020 года был обменян в СКА на Василия Глотова. 25 декабря 2020 подписал новый контракт до конца сезона 2022/23. 18 ноября 2021 года был обменян в «Витязь». 29 апреля 2023 года был обменян обратно в СКА. 19 июня 2024 года был обменян в «Адмирал».

### В сборной
Бронзовый призёр молодёжного чемпионата мира 2019.